# Old Copper-kulturen

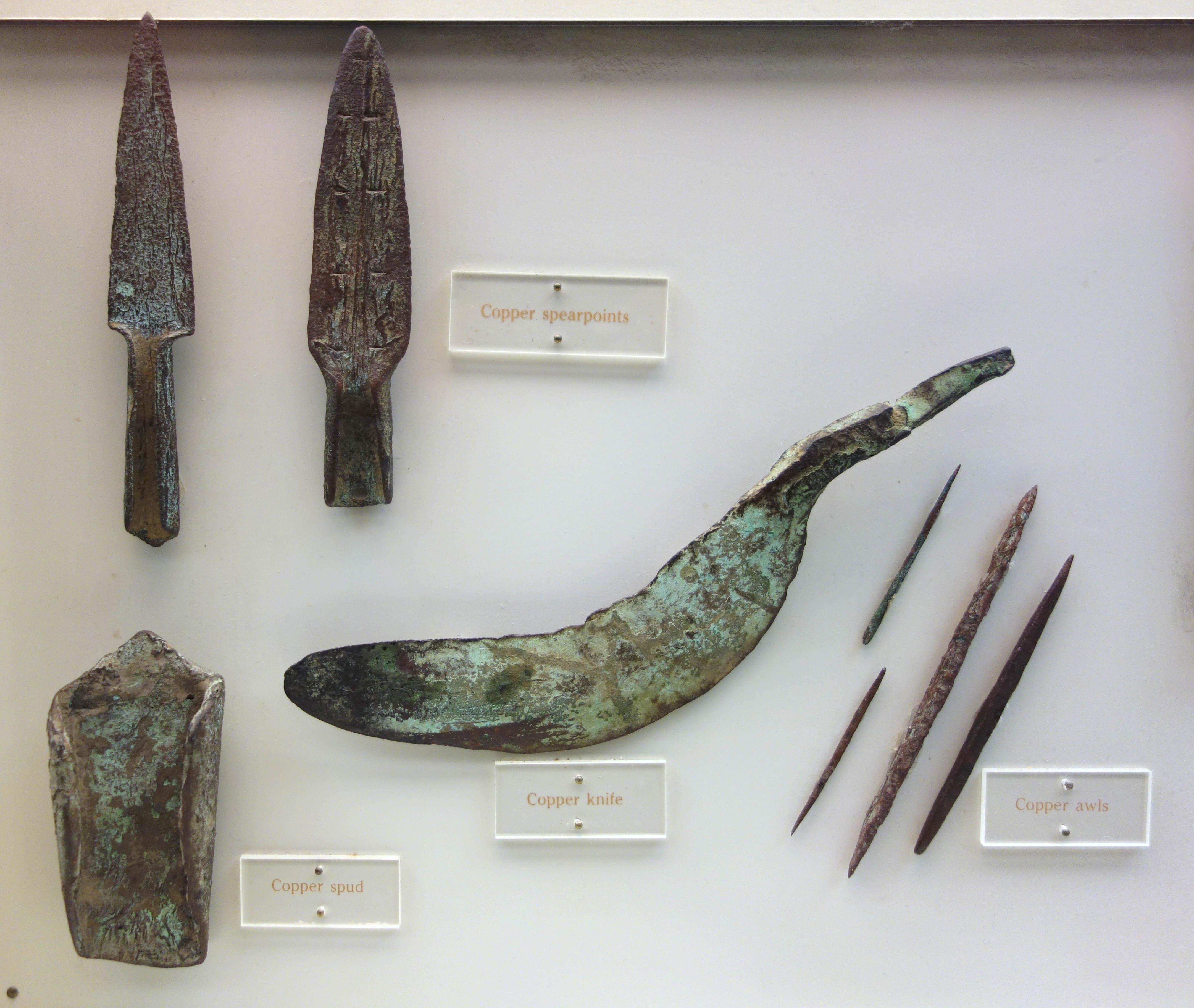
Kopparkniv, spjutspetsar, sylar, och tväryxa (adze), från den sena arkaiska perioden, Wisconsin, 3000 f.Kr-1000 f.Kr.

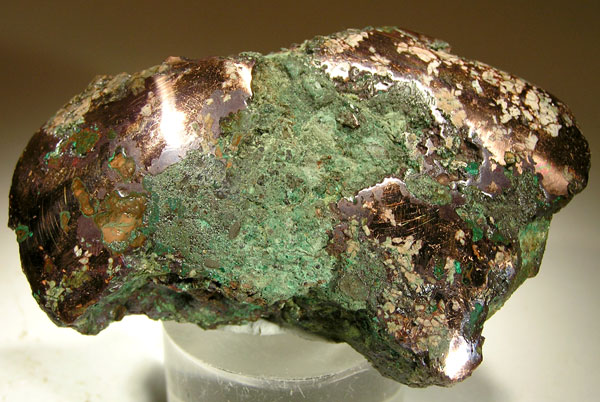
Naturlig koppar klump från istransporterade lager, Ontonagon County i Michigan. Ett exempel på det råmaterial som bearbetades av befolkningen i Old copper-kulturen.

Old Copper-kulturen är en arkeologisk kultur från den arkaiska perioden lokaliserad till de stora sjöarna i  Nordamerika. Den gamla kopparkulturen, vars kärna var vid de nordamerikanska övre stora sjöarna, varade  från mitten till sen arkaisk period ungefär från 4000 f.Kr. till 1000 f.Kr.  

## Forskningshistoria
Innan man hittade gravplatsen Osceola 1945 var ytterst lite känt om kulturens datering.
Osceola ligger längs Mississippiflodens strandlinje cirka två mil söder om staden Potosi i Grant County, Wisconsin. Två lokala fiskare hittade platsen i maj 1945 då de träffade på en samling artefakter som hade eroderats fram ur flodvallen. Platsens betydelse som fyndplats för den gamla koppar kulturen rapporterades till Wisconsin State Historical Museum och Milwaukee Public Museum. Samma år ledde  Robert Ritzenthaler och John Douglas en utgrävning. Antalet begravningar på Osceola var omkring 500. Begravningar bestod av både enstaka och multipla begravningar, utan någon orientering av gravarna. Dessutom noterades kremering av mänskliga kvarlevor. Gravplatsen hade brukats under en lång men obestämd tidsperiod. 
Begravningarna saknade gravgåvor men lämningar inom samma stratigrafiska horisont inkluderade en mängd olika bruksföremål och prydnadsföremål av koppar, fint utformade projektilspetsar med sidoskåror, borrar av kvarts. Frånvaron av keramik i samband med kopparartefakterna, ledde till slutsatsen att Osceola kunde dateras till någon gång under den tidiga skogsperioden före keramikfasen. Sju år efter Osceola-undersökningarna erhölls det första C-14 datumet från Oconto-platsen i östra Wisconsin. Old Copper-kulturen daterades då till 4000 f.Kr. Old Copper-kulturens gravplats State Park, i Oconto, i nordöstra Wisconsin, innehåller en gammal begravningsplats som användes av kulturen för mellan 3 000 f. Kr och 4 000 f.Kr. Gravfältet återupptäcktes år 1952 av en 13-årig pojke som grävde fram människoben när han lekte i ett gammalt stenbrott. Samma år påbörjades den första utgrävningen av Wisconsin Archaeological Survey på platsen. Artefakter från några enstaka platser har daterats till tidig arkaisk tid men dateringen av kulturen blir som ovan. Kulturen har fått sitt namn på grund av att artefakter av koppar, verktyg, vapen och prydnadsföremål är vanliga inom kulturen från tidig tid. De arkeologiska bevisen för smältning eller legering av föremål är omtvistade sen lång tid, och det är en vanlig uppfattning att föremålen kallhamrades till sin form. Däremot menar andra arkeologer att övertygade bevis för metallgjutning inom Hopewellkulturen och i Mississippikulturen finns i form av artefakter och andra bevis.

## Kulturen i området väster om Stora sjöarna
Den gamla kopparkulturen väster om de stora sjöarna är den mest kända. Fynd av enstaka föremål är upp till 8 500 år gamla, De stora sjöarnas ursprungsbefolkning under den arkaiska perioden lokaliserade upp till 99 % ren koppar nära Lake Superior, i ådror som gick upp i ytan och i kopparklimpar från grusbäddar. Stora kopparbrott fanns på Isle Royale, Keweenawhalvön och vid Brulefloden, och koppar avsattes av glaciala isar även på andra ställen.  Bevis på gruvdrift, djupa hål i berget, har hittats i Ontario, Manitoba och runt Lake Superior.
Genom upphettning, glödgning och hamring bearbetades kopparn till olika former. Man producerade en mängd vapen som spjutspetsar, verktyg och även smycken och dekorativa föremål. Man producerade också för utbyte mot andra ofta exotiska material. För cirka 3 000 år sedan blev koppar alltmer använt till smycken och statusföremål, snarare än till verktyg. Det har forskarna tolkat som en utveckling av mer stratifierade och ojämlika samhällen i området.

## Andra platser med kopparfynd
Det är känt att koppar har handlats från området kring de stora sjöarna till andra delar av Nordamerika. Men det fanns också andra områden med källor till koppar, bland annat i Appalacherna nära Etowah-platsen i Georgia. Forntida artefakter av koppar finns över ett mycket stort område, då det var en omfattande handel med föremålen, runt om i området kring de stora sjöarna och upp i Kanada och långt söderut i det som nu är USA.